# Ștefan Baban
Ștefan Baban (1949 - 2023) a fost un politician român, fost deputat în Parlamentul României. Ștefan Baban a fost validat ca deputat pe data de 8 septembrie 1997 când l-a înlocuit pe deputatul Toma Năstase. Ștefan Baban a fost ales ca deputat în Parlamentul României pe listele PRM. Acesta a absolvit Institutul Politehnic Iași, Facultatea de Construcții Civile, Industriale și Agricole.  
În cadrul activității sale parlamentare, Ștefan Baban a fost membru în următoarele grupuri parlamentare de prietenie:
- în legislatura 1996-2000: Republica Columbia, Regatul Belgiei, Regatul Maroc;
- în legislatura 2000-2004: Republica Chile, Republica Polonă, Republica Croația;
- în legislatura 2004-2008: India, Republica Portugheză.

În perioada 1973-1989, Ștefan Baban a fost membru al Partidului Comunist Român. 

## Legături externe
- Ștefan Baban Arhivat în 25 ianuarie 2022, la Wayback Machine. pe Camera Deputaților